# Желатин
Желати́н (фр. gélatine, от лат. gelātus «замороженный», «застывший»; менее распространённая форма: желати́на) — бесцветный или имеющий желтоватый оттенок частично гидролизованный белок коллаген, прозрачная вязкая масса, продукт переработки (денатурации) соединительной ткани животных. В зависимости от сырья и целей применения имеет различные торговые названия: кроличий, мездровый (кожный), пергаментный, костный, рыбий (осетровый), столярный (костный) и т. д.
Способ извлечения желатина из костей разработал французский химик Жан Дарсе (1725—1801) для использования его как дешёвого продукта питания в благотворительных учреждениях.

## Применение
Желатин применяют в производстве
- пищевых продуктов (желатин пищевой);
- фотоматериалов (см. фотографический желатин);
- фармацевтических лекарственных форм — как материал для изготовления капсул, компонент питательных смесей и сред, а также как компонента плазмозамещающих средств, диагностических средств;
- ремесленных и художественных изделий из древесины, кожи, текстиля в качестве клея;
- живописи — поверхностная проклейка досок, холста, бумаги, левкас, клеевой грунт, эмульсионный грунт;
- книг — проклейка книжного блока, наклейка кожи, ткани и других материалов при изготовлении твёрдого переплёта книги;
- газет, журналов, денег (входит в состав некоторых типографских красок);
- водорастворимых оболочек для таблеток стиральных и посудомоечных машин, оболочек пейнтбольных шаров;
- косметики;
- материала для баллистических испытаний (баллистический желатин).

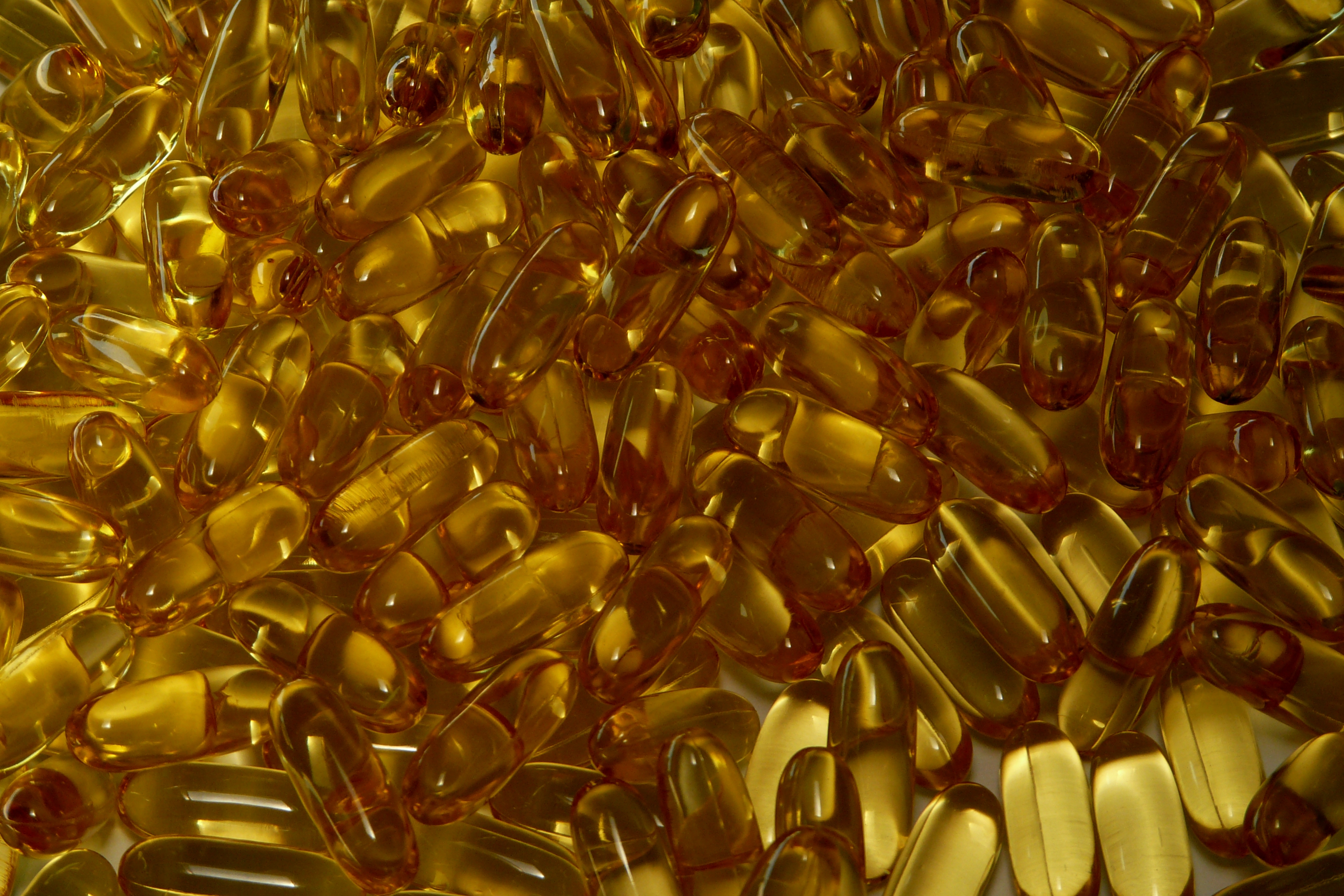
Желатиновые капсулы с рыбьим жиром
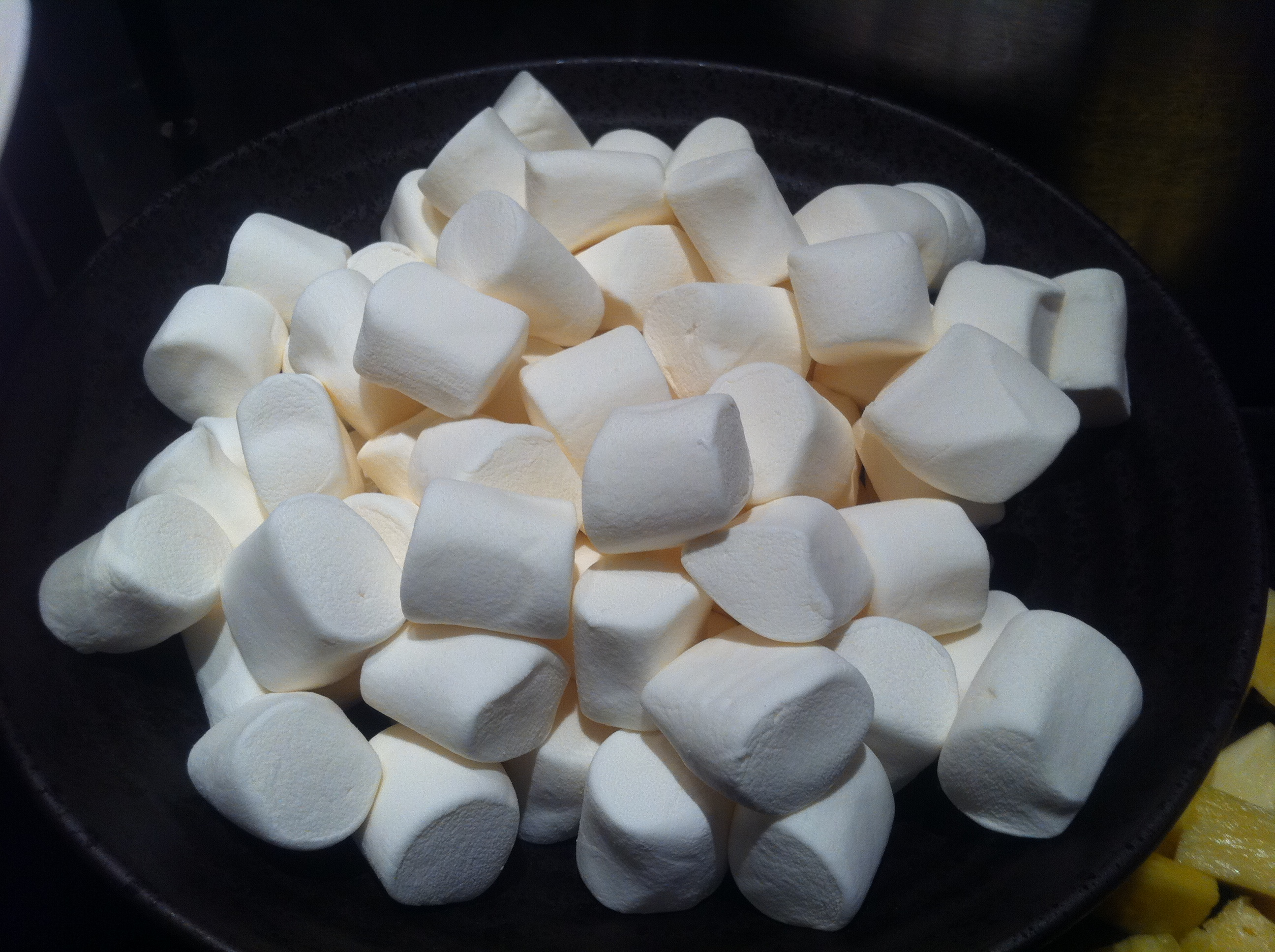
При изготовлении зефира может применяться желатин
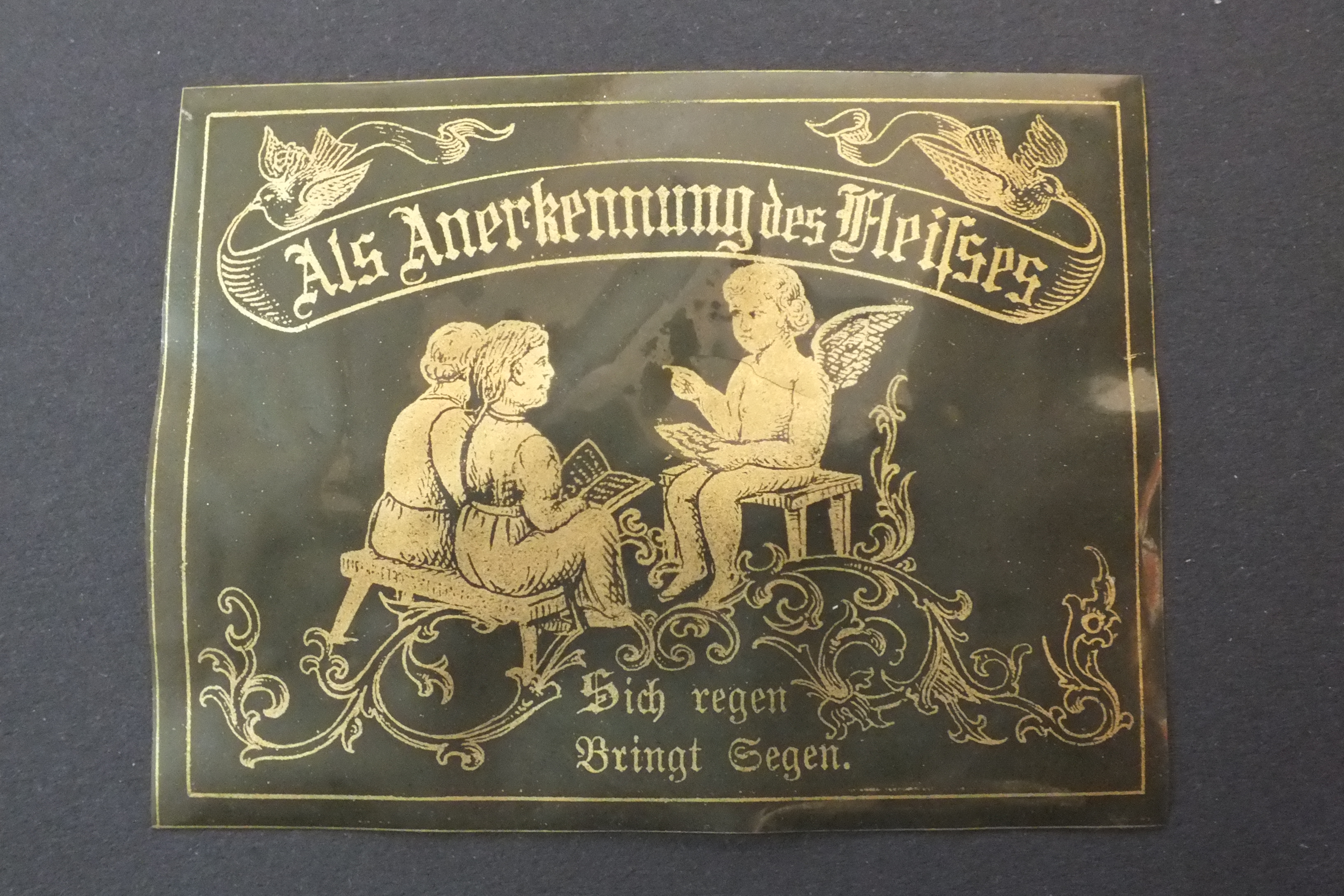
Картина на желатиновой пластинке
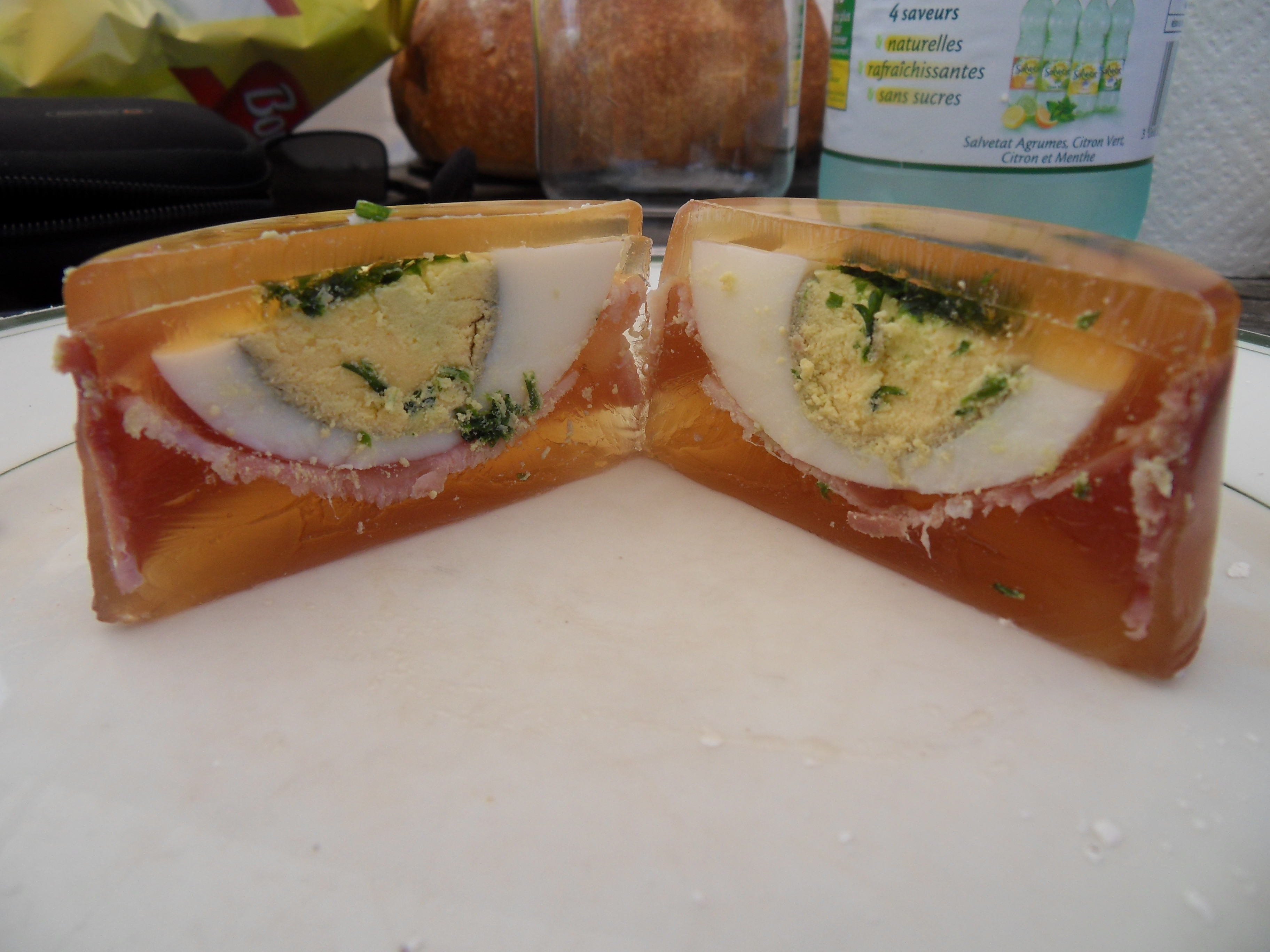
Заливное с яйцом (в разрезе)
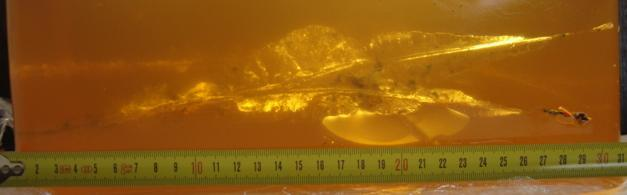
Желатиновый блок для проведения баллистических исследований
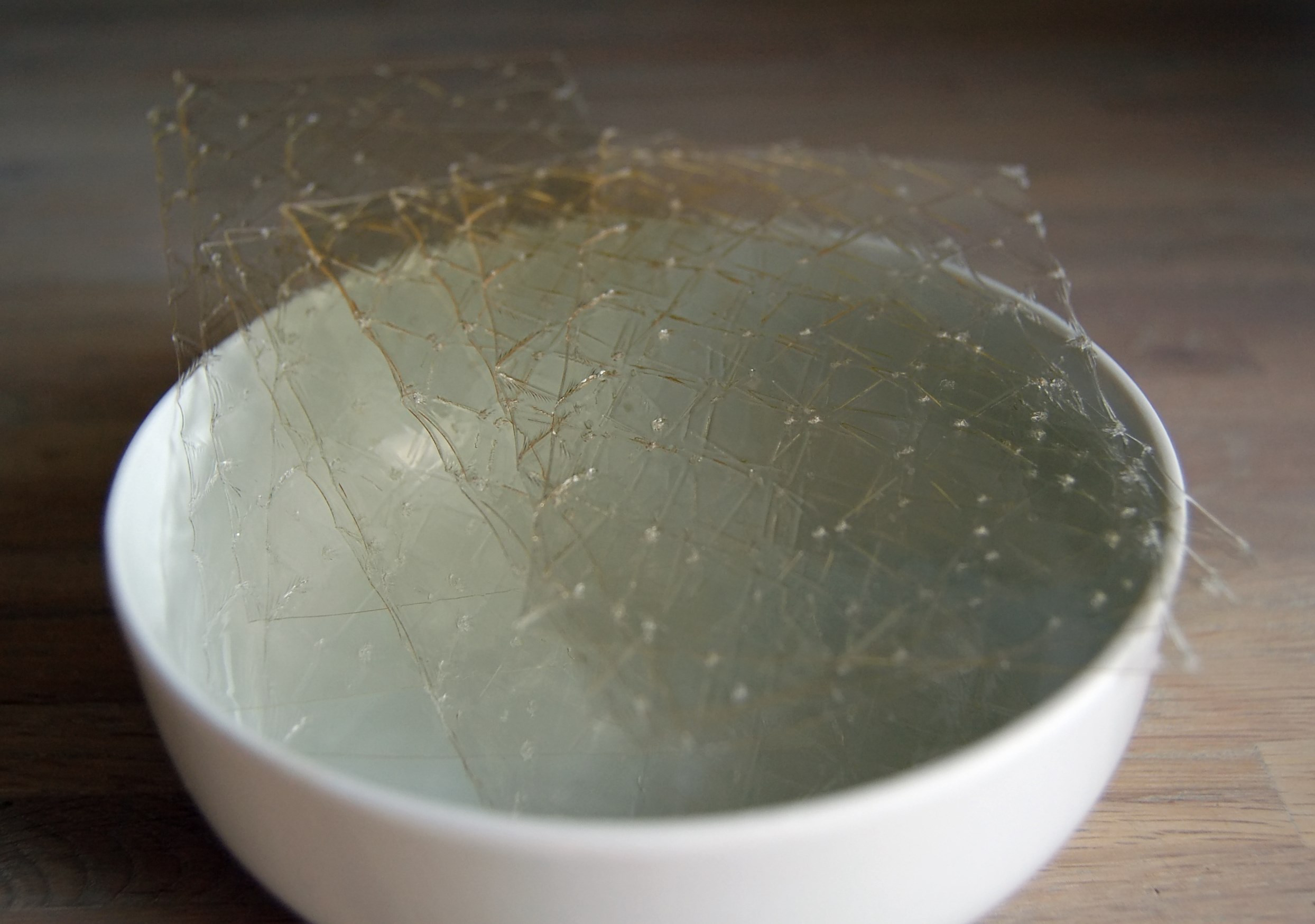
Желатин, выпускаемый в виде пластин

## Желатин пищевой
Желатин пищевой (иногда желатина пищевая) применяется при изготовлении студней, заливных, желе, бланманже и некоторых видов десертов (тортов, цукатов, конфет); в пищевой промышленности используется при производстве йогуртов, жевательной резинки и т. п. Наиболее распространённый загуститель в домашней кулинарии.
Изготавливается и хранится в сухом виде в форме тонких пластин или порошка.

## Заменители
При производстве пищевых продуктов вместо желатина могут использоваться растительные желеобразователи:
- Пектин
- Агар-агар
- Каррагинан